# DESY

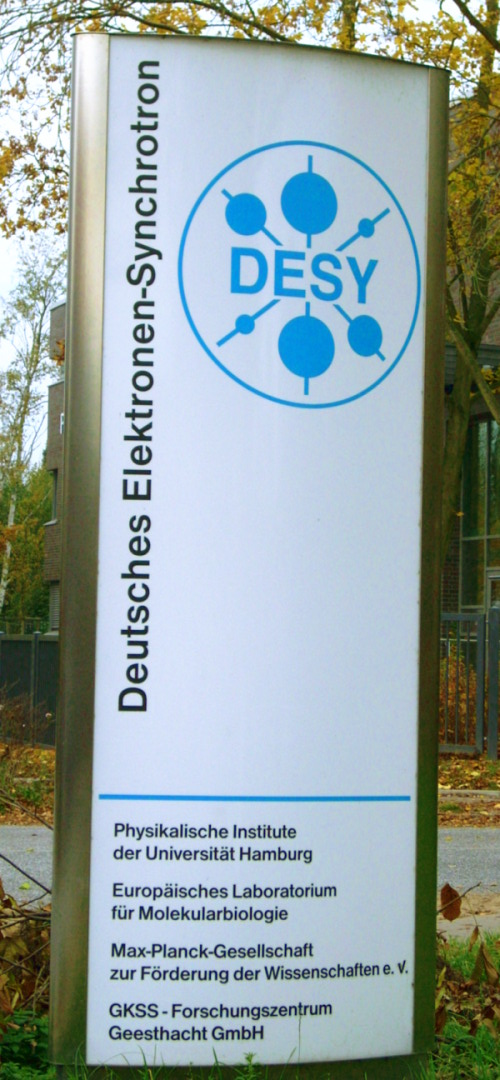
Skylt utanför ingången till DESY i Hamburg.

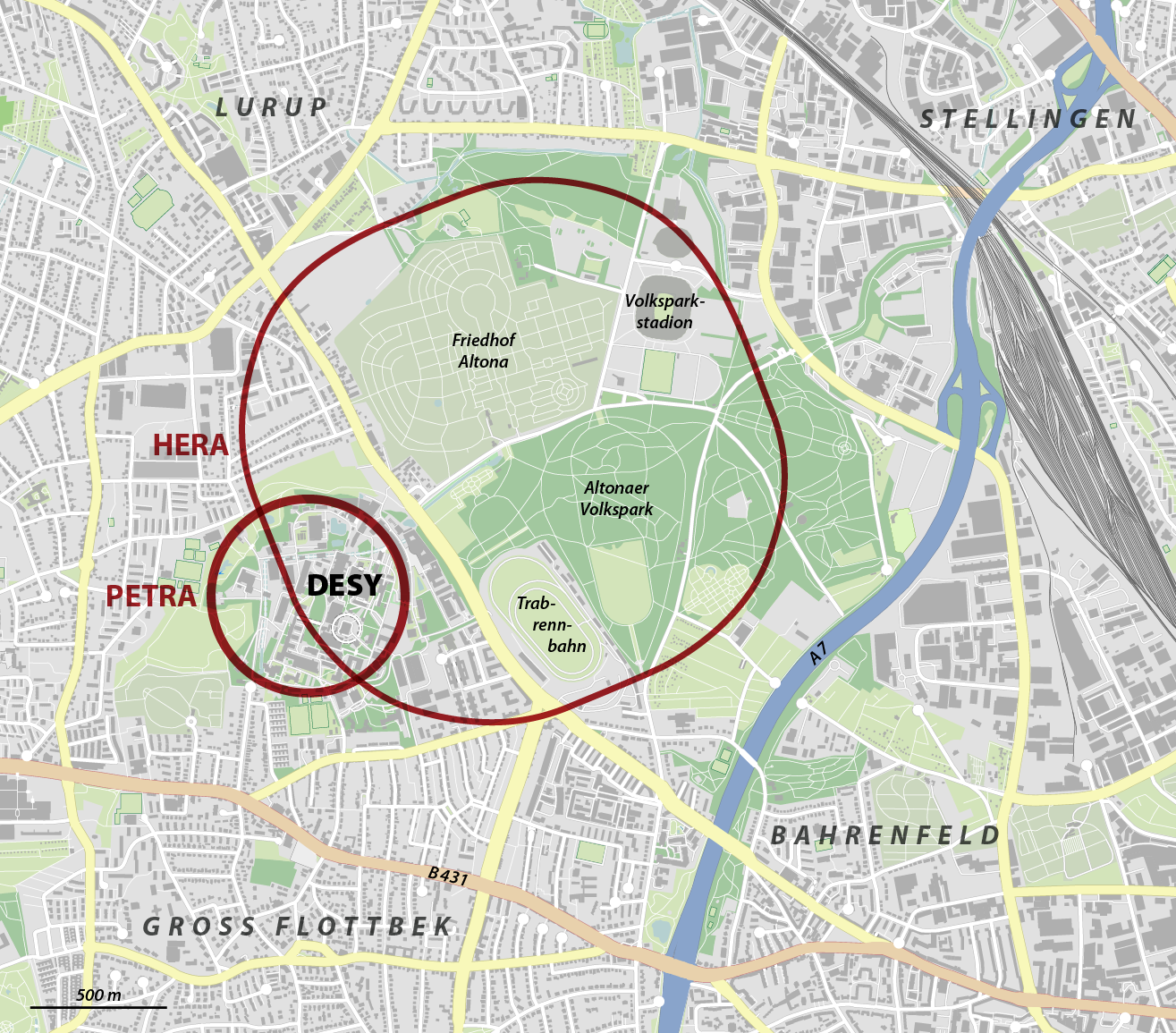
Karta över DESY:s anläggningar i stadsdelen Bahrenfeld i Hamburg.

DESY (Deutsches Elektronen-Synchrotron, tyska elektronsynkrotronen) är ett tyskt forskningscentrum inom partikelfysik och synkrotronforskning med anläggningar i Hamburg och Zeuthen i Brandenburg.
DESY:s huvudsakliga forskningsområden är:
- Utveckling, byggnation och drift av partikelacceleratorer
- Partikelfysik
- Fotonforskning

DESY grundades 1959 i Västtyskland och utgör en stiftelse som är medlem av Helmholtz-Gemeinschaft. Sedan 1992 är organisationen sammanslagen med det tidigare östtyska Institut für Hochenergiephysik i Zeuthen utanför Berlin. Till de större upptäckter som gjorts vid DESY hör upptäckten av gluonen vid PETRA-experimentet på 1980-talet. DESY är idag en av de största nationella organisationerna som deltar i internationella partikelfysikforskningssamarbeten som Large Hadron Collider och IceCube. Man har också omfattande egen experimentell verksamhet i samarbete med universitet i Tyskland och övriga världen, med experiment som HASYLAB, PETRA och den tidigare stora HERA-anläggningen.
Finansieringen sker till omkring 90 procent av det tyska utbildnings- och forskningsministeriet och till 10 procent via delstaterna Hamburg och Brandenburgs regionala forskningsbudgetar. Omkring 2 000 personer är anställda i organisationen, varav 1 800 i Hamburg och 200 i Zeuthen. Av dessa är omkring 100 lärlingar i tekniska yrken, omkring 100 examensarbetare, över 350 doktorander och omkring 300 postdoktorala forskare.

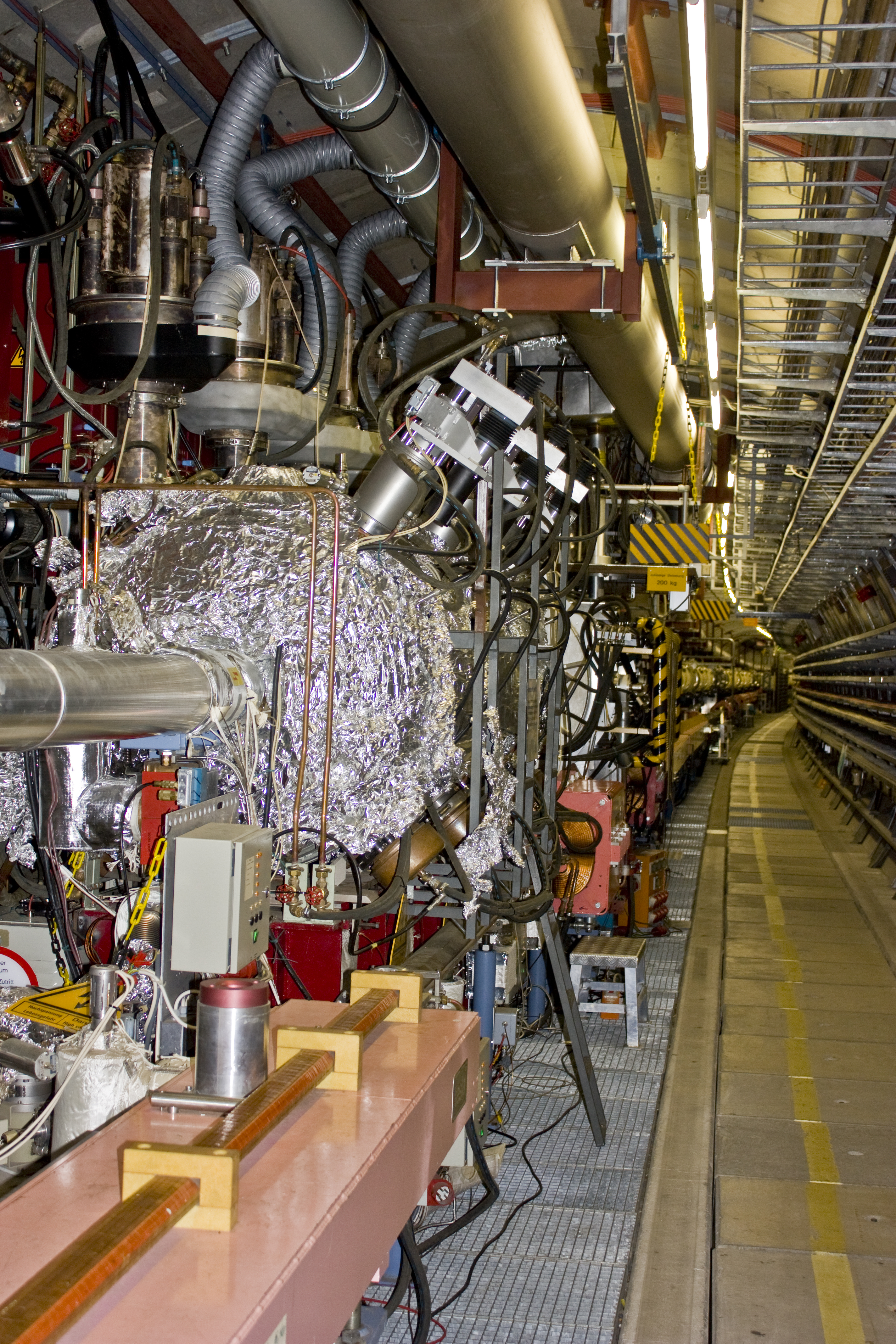
HERA-experimentets acceleratorring.